# Dnepr-Freileitungskreuzung Enerhodar
Als Dnepr-Freileitungskreuzung Enerhodar werden zwei Freileitungskreuzungen des Kachowkaer Stausees am Unterlauf des Dnepr bei Enerhodar bezeichnet. Sie verbinden zwei Kraftwerke am Ostufer des Flusses mit dem Leitungsnetz am gegenüberliegenden Ufer.
Beide Freileitungskreuzungen bestehen aus je einer Reihe im Grunde konventioneller Freileitungsmasten, die auf Caissons im Wasser des Sees stehen. Sie wurden komplett in einem Trockendock zusammengebaut und anschließend mit Schleppern zu ihren Standorten transportiert. Dort wurden die Caissons auf den Grund des dort rund 4,6 km breiten Sees abgesenkt.
Die erste dieser beiden Freileitungen wurde 1977 errichtet und dient zum Transport der im Kohle- und Gaskraftwerk Saporischschja erzeugten Elektrizität. Sie besteht aus fünf Masten mit 100 Metern und zwei mit 90 Metern Höhe. Der Abstand zwischen den Masten liegt zwischen 810 und 920 Meter.
1984 kam eine zweite einkreisige 750-kV-Leitung hinzu, die dem Energietransport vom Kernkraftwerk Saporischschja dient. Sie besteht aus drei Masten mit 126 Metern und zwei mit 100 Metern Höhe. Hier beträgt der Mastabstand zwischen 1215 und 1350 Meter.